# Nymphomyia dolichopeza
Nymphomyia dolichopeza är en tvåvingeart som beskrevs av Gregory W.Courtney 1994. Nymphomyia dolichopeza ingår i släktet Nymphomyia och familjen Nymphomyiidae.
Artens utbredningsområde är North Carolina. Inga underarter finns listade i Catalogue of Life.